# RAI14
RAI14‏ (Retinoic acid induced 14) هوَ بروتين يُشَفر بواسطة جين RAI14 في الإنسان.